# الدقائق المحكمة في شرح المقدمة
الدقائق المحكمة في شرح المقدمة أو شرح المقدمة الجزرية كتاب في علم التجويد من تأليف شيخ الإسلام زكريا الأنصاري (824-926هـ) وهو عبارة عن شرح لمنظومة «المقدمة في ما يجب على قارئ القرآن أن يعلمه» المعروفة بـ«المقدمة الجزرية» لابن الجزري (751-833هـ).
يقول زكريا الأنصاري في مقدمة الكتاب: